# Sloveniens president
Sloveniens president är landet Sloveniens statschef. I den författning som Slovenien antog 1991 utses premiärministern (regeringschef) av landets president, men presidenten behöver sedan godkännas av en parlamentarisk majoritet.
Presidenten fungerar både som statsöverhuvud och överbefälhavare. Presidenten väljs i direkta och allmänna val och kan sitta i högst två femårsperioder. I stora drag är ämbetet nästan uteslutande ceremoniellt.

## Historik
Sloveniens presidenter har sedan utropandet av självständighet 1990 (och fram till 2022) varit fem till antalet. Den första presidenten Milan Kučan var kommunistisk partichef i den jugoslaviska delrepubliken Slovenien, som 1990 förberedde utbrytning ur federationen och i maj samma år valde Kučan till slovensk president (då fortfarande som del av federationen). Efter en folkomröstning i december 1990 och utropande av självständighet i maj året därpå övergick Kučan från ledare över en delrepublik till statsöverhuvud över ett självständigt land; först 1992 erkändes denna status dock av omvärlden.
Kučan omvaldes 1992 och 1997 till ämbetet, men eftersom författningen inte medgav ytterligare omval 1992 ersattes han det året av Sloveniens tidigare premiärminister Janez Drnovšek.
2007 valdes Danilo Türk till ny president. Han ersattes på posten efter 2012 års presidentval, där tidigare premiärministern Boru Pahor vann valet. Pahor återvaldes till posten 2017 och efterträddes 2022 av Nataša Pirc Musar, den första kvinnan på posten. Pirc Musar har en bakgrund som jurist och journalist.

## Förteckning över presidenter
- Milan Kučan (1990–2002)[2]
- Janez Drnovšek (2002–2007)[5]
- Danilo Türk (2007–2012)[6]
- Borut Pahor (2012–2022)[7]
- Nataša Pirc Musar (2022–)[3]